# رودولف وال
رودولف وال (انگلیسی: Rudolf Wall; ۱۹ ژانویهٔ ۱۸۲۶ – ۲۰ اوت ۱۸۹۳) ناشر و روزنامه‌نگار اهل سوئد بود که روزنامه داگنز نی‌هتر را در سال ۱۸۶۴ تأسیس کرد.

## زندگی‌نامه
دیوید تحت شرایط کم‌نظیر، عمدتاً با مادرش رشد کرد. پس از دریافت مدرک تحصیلی خصوصی، با لارس یوهان هیرتا، مؤسس آفتونبلادت، شروع به همکاری کرد و یک چاپخانه را که او قبلاً برای مدت دو سال اجاره کرده بود، خریداری کرد.
آفتونبلادت یک روزنامهٔ سوئدی است که در ۱۸۳۰ میلادی، توسط لارس یوهان هیرتا تأسیس شد.